# Robert Indrikowitsch Eiche

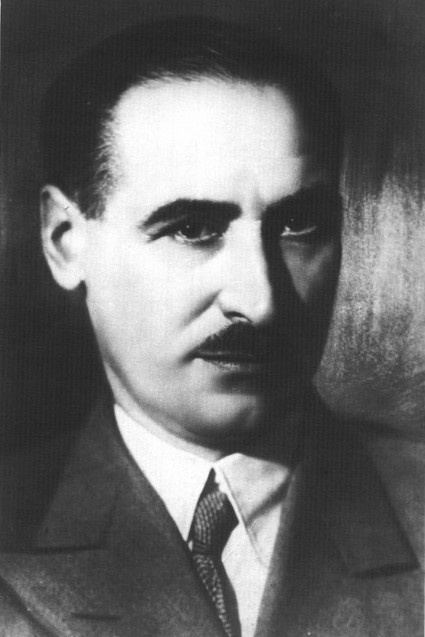
Robert Indrikowitsch Eiche

Robert Indrikowitsch Eiche (russisch Ро́берт И́ндрикович Э́йхе; lettisch Roberts Eihe; * 31.jul. / 12. August 1890greg. 1890 auf dem Hof Avotin bei Doblen, Gouvernement Kurland; † 2. Februar 1940) war ein Revolutionär und sowjetischer Staats- und Parteifunktionär, einer der Organisatoren der stalinschen Repressionen.

## Leben
Robert Eiche, Sohn lettischer Bauern, absolvierte 1904 die Zweiklassenschule und arbeitete als Hirte. 1905 wurde er Mitglied der Lettischen Sozialdemokratischen Arbeiterpartei (Latvijas Sociāldemokrātiskā Strādnieku partija, LSDSP). Er nahm in Mitau an der Revolution von 1905/07 teil und wurde 1908 Mitglied des Komitees der Sozialdemokratie Lettlands (Latvijas sociāldemokrātija, LSD) von Mitau. Ende 1908 emigrierte er nach Großbritannien, wo er als Grubenarbeiter arbeitete. Er kehrte 1911 nach Riga zurück. 1914 wurde er in das ZK der LSD gewählt. 1915 wurde er nach Sibirien in das Gouvernement Jenisseisk verbannt.
1917 nahm er an der Revolution und am Kampf um die Errichtung der Sowjetmacht in Lettland teil. Er wurde ins Präsidium des Rigaer Sowjets gewählt und leitete während der deutschen Okkupation die illegale Arbeit. Im Januar 1918 wurde er verhaftet, konnte aber schon im Juli nach Moskau fliehen. 1918 wurde er bevollmächtigter Volkskommissar für Lebensmittel im Gouvernement Tula, ab 1919 Volkskommissar für Lebensmittel in Sowjet-Lettland, anschließend war er in selbiger Funktion in Kirgisien, Tscheljabinsk und Rostow am Don tätig. Er war 1921 Delegierter des III. Weltkongresses der Komintern. 1922/23 war er Lebensmittelkommissar für Sibirien und 1923/24 schließlich für die gesamte RSFSR. Eiche wurde 1925 zum Kandidaten, im Juli 1930 zum Mitglied des Zentralkomitees der KPdSU gewählt. Ab Februar 1935 war er auch Kandidat des Politbüros des ZK.
Seit 1925 war er Vorsitzender des Sibirischen Regionskomitees und ab 1929 Erster Sekretär des Westsibirischen Regionskomitees der KPdSU. Eiche war loyaler Stalinist und verantwortete in Westsibirien von 1929 bis 1933 die gewaltsame Entkulakisierung und Zwangskollektivierung. Er gehörte einer Troika an, die über das Schicksal jener Menschen entschied, die als Kulaken galten. 1933 gehörte er zu den leitenden Funktionären, die in die Tragödie von Nasino verwickelt waren. 1937 war Eiche erneut Mitglied einer Troika, diesmal des westsibirischen Schnellgerichts zur Umsetzung des NKWD-Befehls Nr. 00447. Von 1937 bis 1938 war er Volkskommissar für Landwirtschaft der UdSSR und wurde 1937 in den Obersten Sowjet gewählt. Er war Mitglied des Zentralexekutivkomitees der UdSSR.
Im Zuge der Lettischen Operation des Großen Terrors wurde Eiche am 29. April 1938 verhaftet. Während seiner Haft wurde er auf Anweisung von Beria und Rodos mehrfach gefoltert, um falsche Geständnisse zu erpressen (unter anderem wurde ihm ein Auge ausgestochen). Am 2. Februar 1940 erfolgte die Verurteilung zum Tode und die Erschießung am selben Tag.

## Rehabilitation
1956 wurde er posthum rehabilitiert. Eiches Fall wurde von Chruschtschow in seiner Geheimrede Über den Personenkult und seine Folgen als „Beispiel einer gemeinen Provokation, einer widerwärtigen Fälschung und einer verbrecherischen Verletzung der revolutionären Gesetzlichkeit“ angeführt.

## Ehrungen
- Leninorden (1934)